# Гута-Чугорська

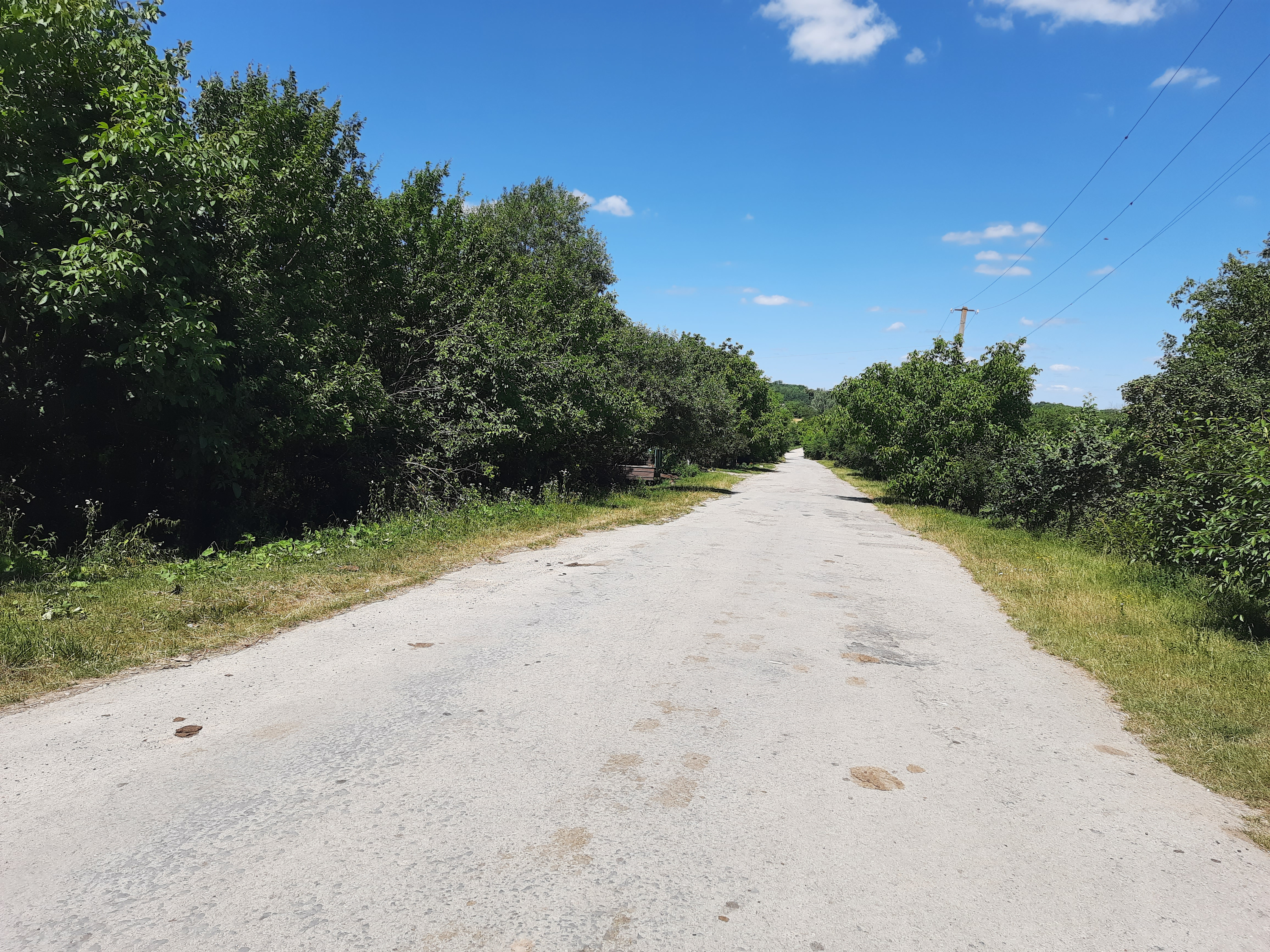
Дорога в село

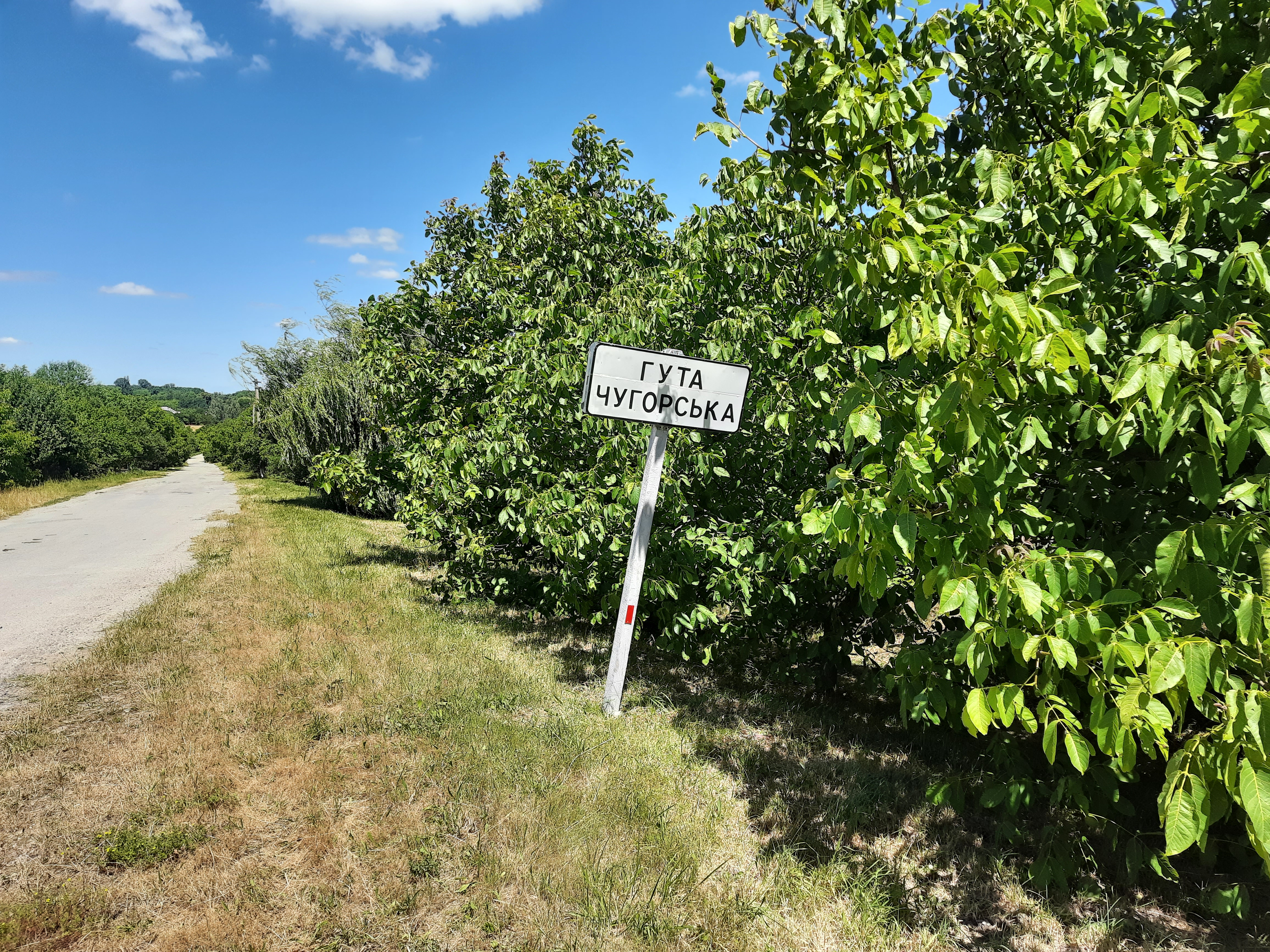
Дорожній знак при в'їзді в село

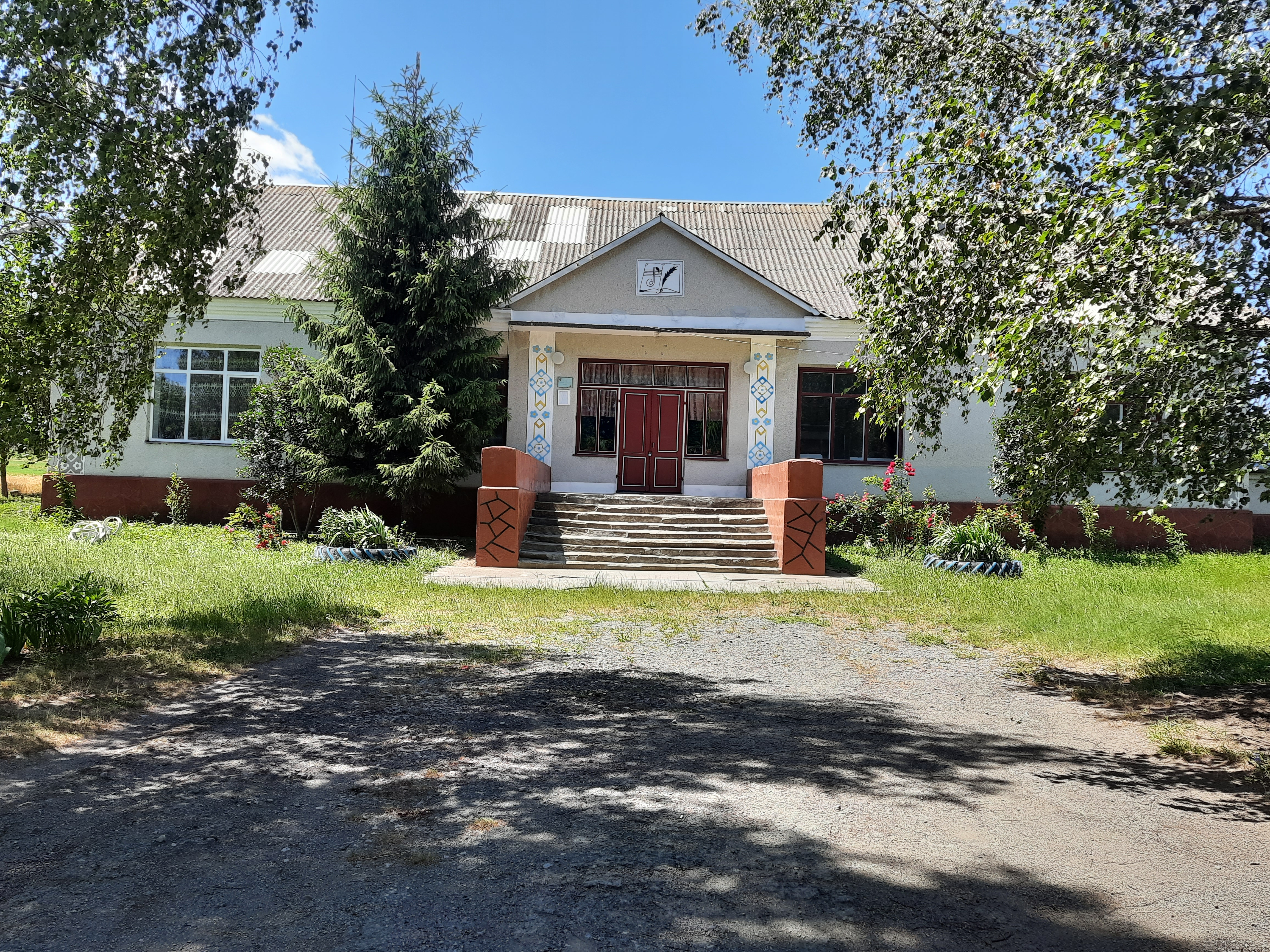
Клуб

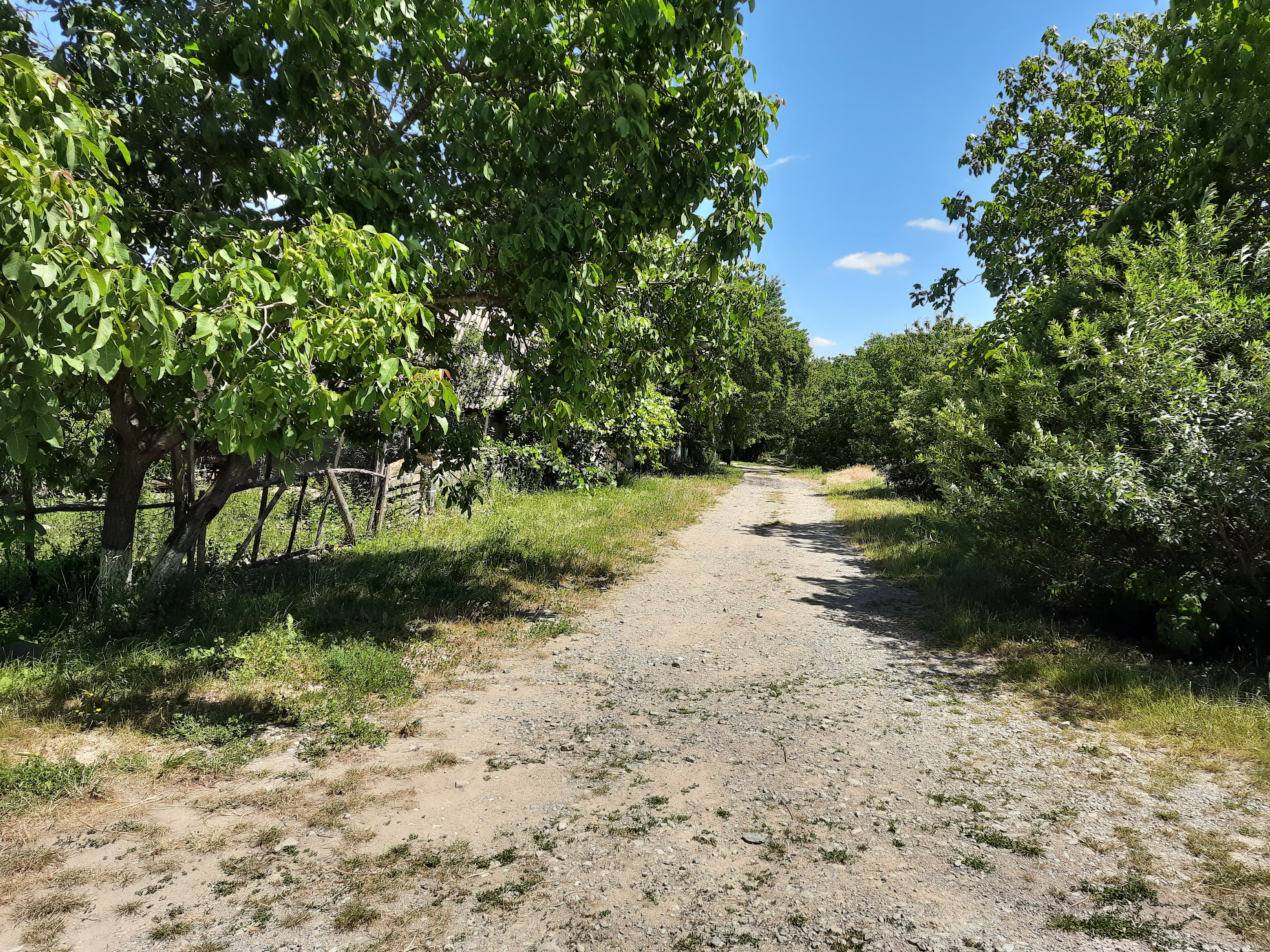
Сільська вулиця

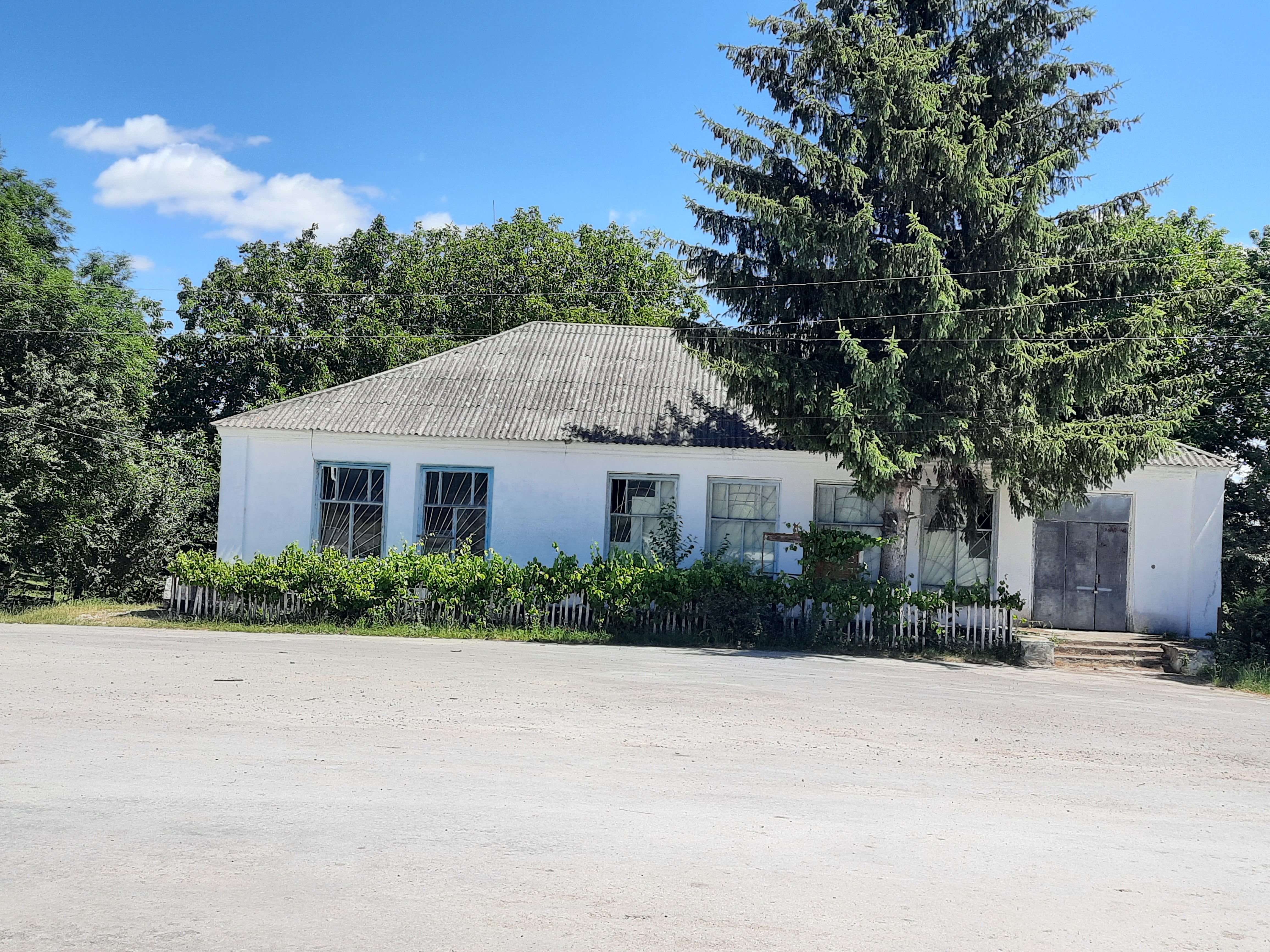
Крамниця

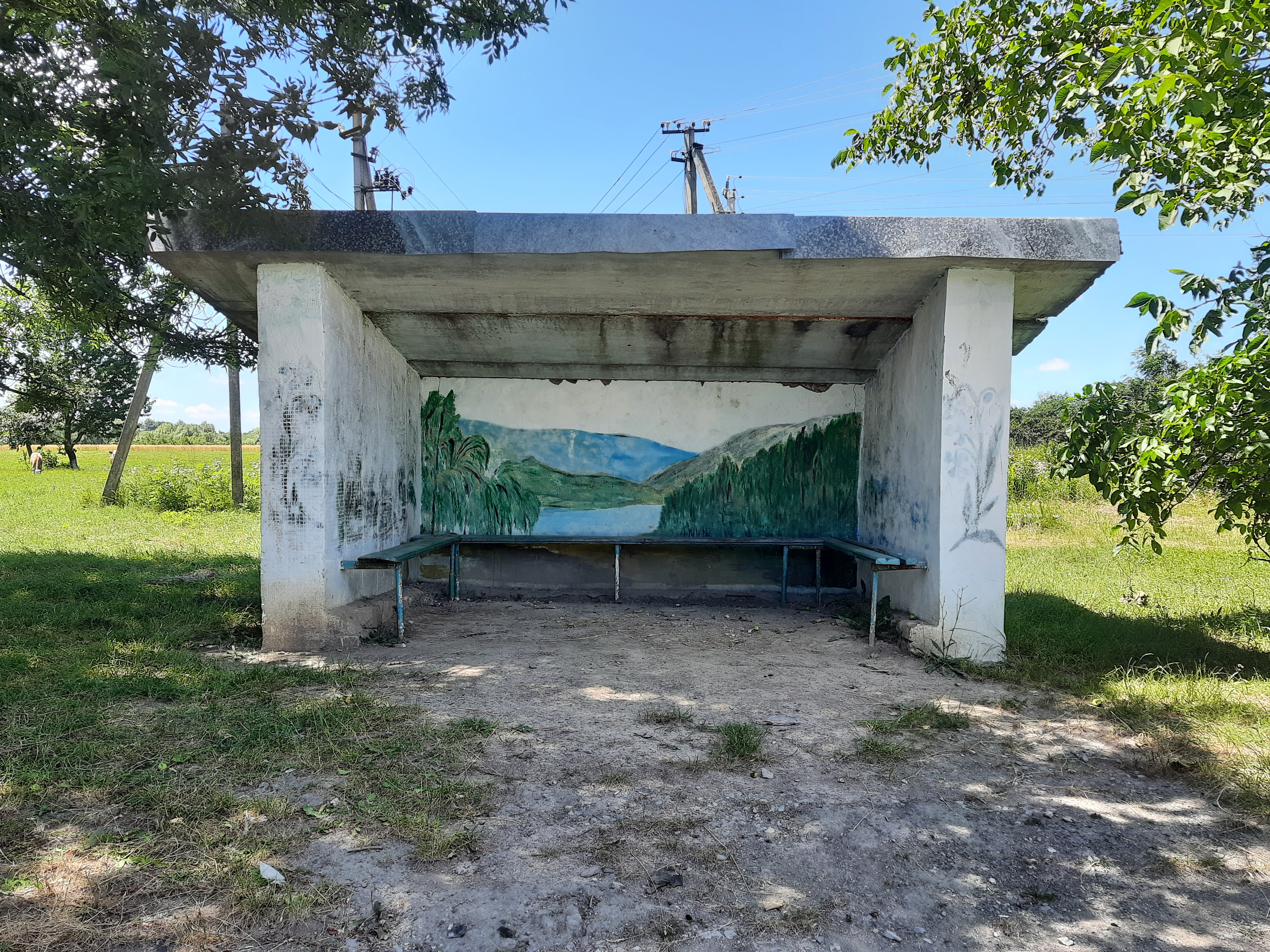
Автобусна зупинка

Гута-Чугорська — село в Україні, у Кам'янець-Подільському районі Хмельницької області.

## Назва
Назва села Гута-Чугорська пов'язане зі село Чугор, яке розташовувалося у долині річки Ушиці, лівої притоки Дністра. Тепер, у зв'язку із завершенням будівництва нової гідроелектростанції і затопленням долини нижньої частини течії Ушиці, всі жителі Чугора переселилися в інші місця, а поселення виключено із списку сіл Кам'янець-Подільського району. Хоч Чугор був невеличким поселенням, але заснований давно, можливо, у часи Київської Русі. Юрій Карпенко — дослідник топонімів Буковини, Поділля та інших районів України — цю назву виводить від апелятива «чагар, чагарник». Львівський топоніміст Олег Купчинський вважає, що вона пов'язана з двочленним давньоруським ім'ям Чагор. У минулому назва мала форму Чагорь (суфікс «ь» означав приналежність поселення якомусь Чагору). З часом звук «а», у першому складі перейшов в «о», а потім в «у». Перша частина імені — «ча» із значенням у російській мові «чаять», в українській — «сподіватися» засвідчена не тільки в цьому імені, а й у давніх слов'янських антропонімах Чабуд, Чамир, Чагост, Часлав та інших. Другий компонент — корінь давньоруського дієслова «горети».
Частина назви села, що складає слово — «Гута» походить від заводу по виробництву скла, минулому такі підприємства називали «гутами». Слово запозичене через польську мову з німецької, у перекладі на українську означає — «плавильний».

## Географія
Подільське село Гута-Чугорська розташована на високому березі Ушиці, північніше колишнього Чугора, за 48 кілометрів автошляхами від міста Кам'янець-Подільський.

### Клімат
Гута-Чугорська знаходяться в межах вологого континентального клімату із теплим літом, у так званому «теплому Поділлі», тут весна настає на 2 тижні раніше. Але діяльність людини досить часто призводить до екоциду, поганих змін та глобального потепління. Рівень наповнення річок водою по області становить лише 20 % від необхідного стандарту, значна частина земної поверхні стає посушливою. Для покращення ситуації варто було б проводити ревайлдинг, відновлювати екосистеми та лісові насадження.

## Історія села Гута-Чугорська
Ще у XVIII столітті ці місця були вкриті дрімучими лісами. Потім тут був заснований завод по виробництву скла, який сформував поселення.
Юхим Сіцінський так описував поселення Чугор та Гуту-Чугорську: 
| | \| «1260. Чугоръ с. — расположено по долинѣ р. Ушицы, возвышенныя берега которой въ этой мѣстности покрыты лѣсомъ. Село отстоитъ отъ уѣзднаго города на юго-западъ въ 25 в., отъ Ст.-Ушицы въ 14 вер. Общія климатическія условія Чугорской долины весьма благопріятны; почва частію глинистая, а большею частію черноземная. На верху одной изъ горъ села къ юго-востоку расположена д. Губаревъ, одна половина которой приписана къ Чугору, а другая къ Вахневцамъ (частями этой деревни владѣютъ разные владѣльцы). Къ сѣверу отъ Чугора расположена д. Гута, едва замѣтная отъ разросшихся лѣсовъ. Въ Чугорѣ есть нѣсколько объемистыхъ пещеръ, въ которыхъ, какъ говорятъ, народъ прятался отъ татаръ. На мѣстѣ, гдѣ теперь Гута, былъ стекляный заводъ. Въ числѣ всѣхъ жителей прихода (1300 д. об. п.) есть около 100 католиковъ. Всѣ — крестьяне, земледѣльцы, нѣкоторые занимаются и отхожимъ промысломъ. Старая церковь въ Чугорѣ «срублена» была изъ лѣса, росшаго на Губаровской горѣ. Храмъ нынѣшній — въ честь Покрова Пресв. Богородицы, ветхій, малопомѣстительный. Колокольня отдѣльно отъ церкви, деревянная. Церк. земли 39 д. 1608 с., въ томъ числѣ усад. 3 д. 724 с., пах. 34 д. 2257 с., подъ погостомъ 484 с., а остальная неудобная. Причт. помѣщенія ветхія. Въ Чугорскомъ приходѣ имѣются двѣ школы: одна церк.-приходская въ Чугорѣ съ 1891 г. и другая школа грамоты въ с. Губаревѣ съ 1894 г.» \| |
| «1260. Чугоръ с. — расположено по долинѣ р. Ушицы, возвышенныя берега которой въ этой мѣстности покрыты лѣсомъ. Село отстоитъ отъ уѣзднаго города на юго-западъ въ 25 в., отъ Ст.-Ушицы въ 14 вер. Общія климатическія условія Чугорской долины весьма благопріятны; почва частію глинистая, а большею частію черноземная. На верху одной изъ горъ села къ юго-востоку расположена д. Губаревъ, одна половина которой приписана къ Чугору, а другая къ Вахневцамъ (частями этой деревни владѣютъ разные владѣльцы). Къ сѣверу отъ Чугора расположена д. Гута, едва замѣтная отъ разросшихся лѣсовъ. Въ Чугорѣ есть нѣсколько объемистыхъ пещеръ, въ которыхъ, какъ говорятъ, народъ прятался отъ татаръ. На мѣстѣ, гдѣ теперь Гута, былъ стекляный заводъ. Въ числѣ всѣхъ жителей прихода (1300 д. об. п.) есть около 100 католиковъ. Всѣ — крестьяне, земледѣльцы, нѣкоторые занимаются и отхожимъ промысломъ. Старая церковь въ Чугорѣ «срублена» была изъ лѣса, росшаго на Губаровской горѣ. Храмъ нынѣшній — въ честь Покрова Пресв. Богородицы, ветхій, малопомѣстительный. Колокольня отдѣльно отъ церкви, деревянная. Церк. земли 39 д. 1608 с., въ томъ числѣ усад. 3 д. 724 с., пах. 34 д. 2257 с., подъ погостомъ 484 с., а остальная неудобная. Причт. помѣщенія ветхія. Въ Чугорскомъ приходѣ имѣются двѣ школы: одна церк.-приходская въ Чугорѣ съ 1891 г. и другая школа грамоты въ с. Губаревѣ съ 1894 г.» | |

В 1905 році зафіксована назва Чугорська Гута.
У 1919 році старшинська школа піхоти УГА була розташована в Гуті-Чугорській, комендант сотник Орест Драґан. У старшинській школі в Гуті-Чугорській курсанти вивчали такі дисципліни: військові статути, тактику і вогневу підготовку, фізичні вправи, картографію і польові укріплення, економіку та адміністрування, військову стилістику та соматологію (наука про будову тіла). Перший випуск відбувся 8 жовтня 1919 року. 63 випускників отримали підвищення і були розподілені до вишколів окремих бригад. Другий набір у складі 50 курсантів не закінчив навчання, а 17 листопада старшинська школа була ліквідована. А внаслідок поразки визвольних змагань на початку XX століття, село надовго окуповане російсько-більшовицькими загарбниками.
Радянська окупація принесла колективізацію та розкуркулення, мешканці села зазнали репресій. Багатьох частинах Поділля відбувались масові селянські повстання, проти радянської влади.
В 1932–1933 селяни села пережили жахливі події — Голодомор.
Після завершення Другої світової війни у 1946—1947 роках село вчергове пережило голод.
В 1981 році почалось заповнення басейну Дністра водою, яке тривало шість років, внаслідок цього затоплено долину річки Ушиця поблизу села та ряд сіл на цій річці, в першу чергу слід відмітити село Чугор найближче до сучасної Гуту-Чугорської поселення, також затоплено Ушиця, Кривчани, Раколупинці, Яр Косиковецький.
З 1991 року в складі незалежної України.
До 2017 року сільський голова був —Гурскіс Лаймонас Лаймонсович.
7 вересня 2017 року шляхом об'єднання сільських рад село увійшло до складу Староушицької селищної громади. Об'єднання в громаду має створити умови для формування ефективної і відповідальної місцевої влади, яка зможе забезпечити комфортне та безпечне середовище для проживання людей.

## Населення
За переписом населення України 2001 року в селі мешкало 347 осіб.

### Мова
У селі поширені західноподільська говірка та південноподільська говірка, що відносяться до подільського говору, який належить до південно-західного наріччя.
100 % населення вказало своєю рідною мовою українську мову за даними перепису 2001 року.

## Спорт
Село має аматорську футбольну команду «Чугор» (Гута-Чугорська), яка періодично грає чемпіонаті Кам’янець-Подільського району з футболу.

## Відомі люди

### Уродженці
- Петрук Валентин Васильович (1997—2022) — старший солдат Збройних Сил України, учасник російсько-української війни, що загинув у ході російського вторгнення в Україну в 2022 році.

### Проживали, перебували
- Драган Орест Іванович — педагог, отаман Української Галицької Армії. З червня 1919 року — командир старшин школи піхоти при Армійському вишколі Галицької Армії у селі Гута-Чугорська.
- Микитюк Дмитро — український військовий та громадський діяч, хорунжий УГА, видавець. Наприкінці червня 1919 року наказом Начальної Команди УГА його відправлено, як підхорунжого, до Старшинської Школи Піхоти, яку закінчив у кінці жовтня 1919 року в селі Гута-Чугорська, Ново-Ушицького повіту.

## Охорона природи
Село лежить у межах національного природного парку «Подільські Товтри».